# Загон (Постойна)
Загон (словен. Zagon) — поселення в общині Постойна, Регіон Нотрансько-крашка, Словенія. Висота над рівнем моря: 548,6 м.